# Nix

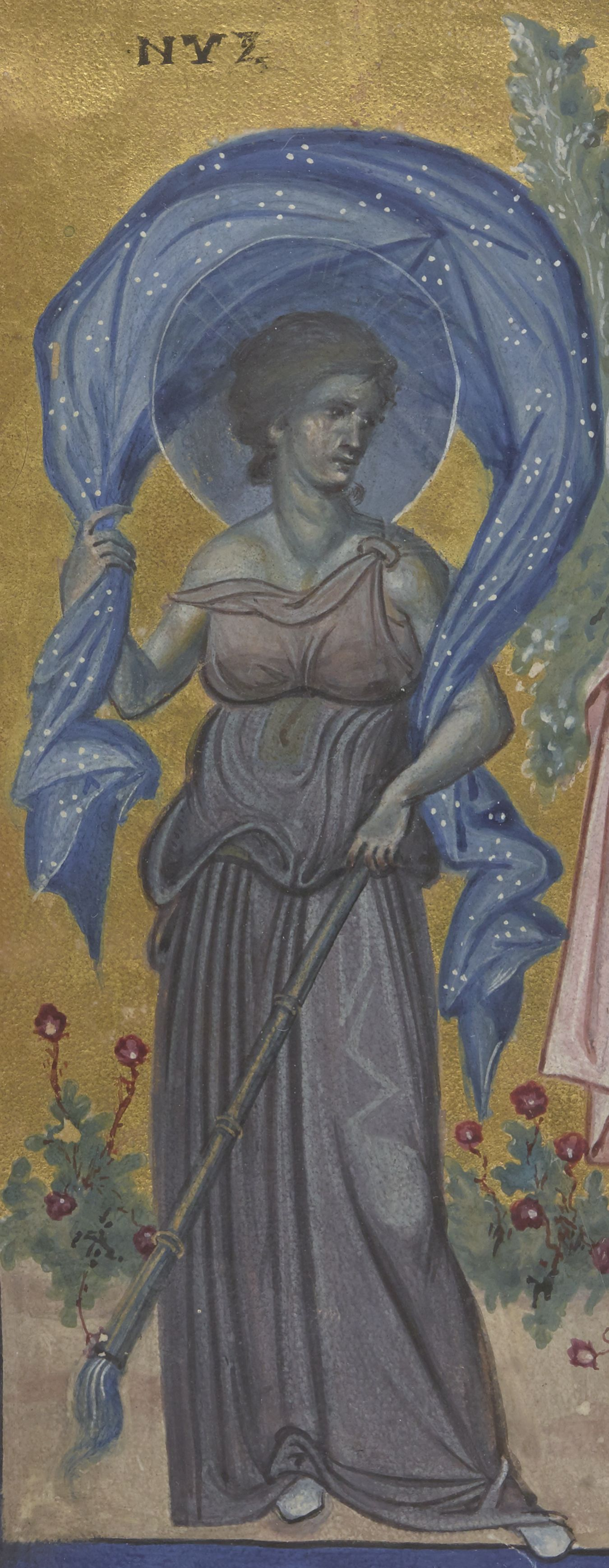
Nix representada en los Salterio de París

En la mitología griega, Nix, Nicte, Nyx o simplemente Noche(en griego: Νύξ, -κτός; en latín: Nox, -ctis), era la diosa primordial y personificación de la «noche». Algunos autores la representan semidesnuda y rauda, en tanto que otros a veces dicen que iba montada en un carro, cubierta con un vestido oscuro y acompañada de las estrellas a su paso. En la Eneida, se representa sin sentimientos de una manera seria. Se dice que su residencia se encuentra en las tinieblas más profundas del Hades. Los poetas arcaicos describieron a la Noche como alada.

## Familia
En cuanto a su ascendencia, unos dicen que la Noche fue engendrada por el Caos junto a su hermano Érebo, como paredros naturales. Otros refieren que fue el propio Fanes su padre. Pero los poetas tardíos imaginaban a Caos (Chaos) y Calígine (Caligo) como los padres de Noche (Nox), Día (Dies), Erebo (Erebus) y Éter (Aether).
La Noche también es citada como progenitora de otras fuerzas primordiales. Con Érebo fue la madre de Éter y Hémera. Baquílides afirma aparentemente que los padres de Hémera eran la Noche y el Tiempo. Damascio opina que Tártaro nació de Aer y la Noche. La Noche también engendró, sin unión, a Urano, a las estrellas y a Eos (entendida esta como Hémera). Otros dicen que Eros nació de Éter y la Noche.
La Noche también es referida como madre de otros seres oscuros. Eurípides dice que la Demencia (Lýssā) es «hija de nobles padres, de la sangre de Urano y de Noche». Se dice que las erinias son hijas de Crono y la Noche porque sus castigos vienen siempre sin ser percibidos. También los hay quienes alegan que la Noche, sin unirse con nadie, engendró a las nemeses o némesis (multiplicaciones de Némesis), a Hécate y también a las Erinias. Fuera de la mitología clásica a Caronte se lo ha llegado a imagina como hijo de la Noche y el Érebo.
Hesíodo, Cicerón e Higino dan un listado de abstracciones personificadas que engendró con Érebo o por sí sola, especificados en su correspondiente sección. Boccaccio, fuera de la mitología clásica, dice que la Noche fue la primera hija de la Tierra y que no se le conoce padre. También añade que un pastor, Fanete, se enamoró de ella, pero terminó matándolo y desposádose más tarde con Érebo. Acusilao dice que de Érebo y Nicte nacieron Éter, Eros y Metis, así como una serie de dioses adicionales que no se han conservado sus nombres.

## Etimología
Noche (del latín nox; ctis) o bien Nyx en griego antiguo, Νύξ; romanización, Nýx; pronunciación, clásica: [nʉ́kʰs],  Koiné: [nykʰs], bizantina: [nyks]; literalmente ‘Noche’.

## En Hesíodo
En la Teogonía de Hesíodo Nicte tiene varias apariciones. Primero el poeta la incluye en su cosmogonía:
«Del Caos surgieron Érebo y la negra Noche. De la Noche a su vez nacieron Éter y Hémera, a los que alumbró preñada en contacto amoroso con Érebo».
Más tarde Hesíodo la imaginó como la madre de varios démones alados, alumbrados por ellas misma sin intervención masculina:
«Parió la Noche al maldito Moro («Hado»), a la negra Ker («Parca») y a Tánato («Muerte»); parió también a Hipno («Sueño») y engendró la muchedumbre de los Óneiroi («Ensueños»). Luego además la diosa, la oscura Noche, dio a luz sin acostarse con nadie a Momo («Burla»), a Ezis («Aflicción»), pletórica de dolores, y a las Hespérides que, al otro lado del ilustre Océano, cuidan las bellas manzanas de oro y los árboles que producen el fruto. Parió igualmente a las Moiras y las Keres inhumanas, vengadoras implacables: a Cloto, a Láquesis y a Átropo que conceden a los mortales, cuando nacen, la posesión del bien y del mal y persiguen los delitos de hombres y dioses. Nunca cejan las diosas en su terrible cólera antes de aplicar un amargo castigo a quien comete delitos. También alumbró a Némesis, azote para los hombres mortales, la funesta Noche. Después de ella tuvo a Ápate («Engaño»), a Filotes («Ternura») y al abrumador Geras («Senectud»), y a la tozuda Eris («Discordia»)».
En la descripción del Tártaro el poeta explica etiológicamente el ciclo del día y la noche.
«También se encuentran allí las terribles mansiones de la oscura Noche cubiertas por negruzcos nubarrones. Delante de ellas, el hijo de Jápeto [Atlante] sostiene el ancho cielo, apoyándolo en su cabeza e infatigables brazos, sólidamente, allí donde la Noche y el Día (Hémera) se acercan más y se saludan entre ellos pasando alternativamente el gran vestíbulo de bronce. Cuando una va a entrar, ya la otra está yendo hacia la puerta, y nunca el palacio acoge entre sus muros a ambas, sino que siempre una de ellas fuera del palacio da vueltas por la tierra y la otra espera en la morada hasta que llegue el momento de su viaje. Una ofrece a los seres de la tierra su luz penetrante; la otra les lleva en sus brazos al Sueño (Hipnos), hermano de la Muerte (Tánatos), la funesta Noche, envuelta en densa niebla. Allí tienen su casa los hijos de la oscura Noche, el Sueño y la Muerte, terribles dioses; nunca el radiante sol les alumbra con sus rayos al subir al cielo ni al bajar del cielo».
Este relato tiene su paralelo en Ratri (‘noche’), citada en el Rig-veda (el texto más antiguo de la India, de mediados del II milenio a. C.), donde ésta trabaja en estrecha colaboración pero también en tensión con su hermana Ushás (‘amanecer’).

## En Homero
Homero, en la Ilíada, suele citar a la noche pero en calidad de elemento, no de personificación. A menudo la denomina como «divina noche», «lóbrega noche», «negra noche» o «inmortal noche». Hay una interesante menció a Hipnos en la que recuerda a Hera un antiguo favor después de que ésta le pida que haga dormir a Zeus. Hipnos hizo dormir anteriormente a Zeus una vez a instancias de Hera, lo que le permitió causar grandes infortunios a Heracles (quien regresaba por mar de la Troya de Laomedonte). La cólera de Zeus, cuando se hubo percatado del engaño, se hizo patente:
«Zeus, al despertarse, se enojó y a mí sobre todo me buscaba entre empellones a los dioses por su casa. Y me habría hecho invisible, hundido en el ponto lejos del éter, de no haberme salvado la Noche, que rinde a dioses y a hombres. A ella me acogí fugitivo, y él, a pesar de su ira, se contuvo por respeto, para no hacer nada que desagradara a la veloz Noche».

## En la poesía órfica
La Noche adquirió un papel incluso más importante en varios poemas fragmentarios atribuidos a Orfeo. En ellos, la Noche es considerada el principio fundamental, la primera generación divina y la «nodriza de los dioses». La Noche ocupaba una cueva o adyton, donde da oráculos. Fue ella la que sugirió a Zeus que embriagara a Crono con hidromiel. Fuera de la cueva, Adrastea («la ineludible») tañe címbalos y golpea su tympanum, moviendo el universo entero en una eufórica danza al ritmo del canto de Nix. La Noche aconsejó a Zeus tragarse el pene del Cielo (Urano) lo que causaría el embarazo de todo el cosmos. También se dice que Cielo (Urano) es el hijo de la Noche. El cetro de poder se sucede así: Noche - Cielo - Crono - Zeus. 

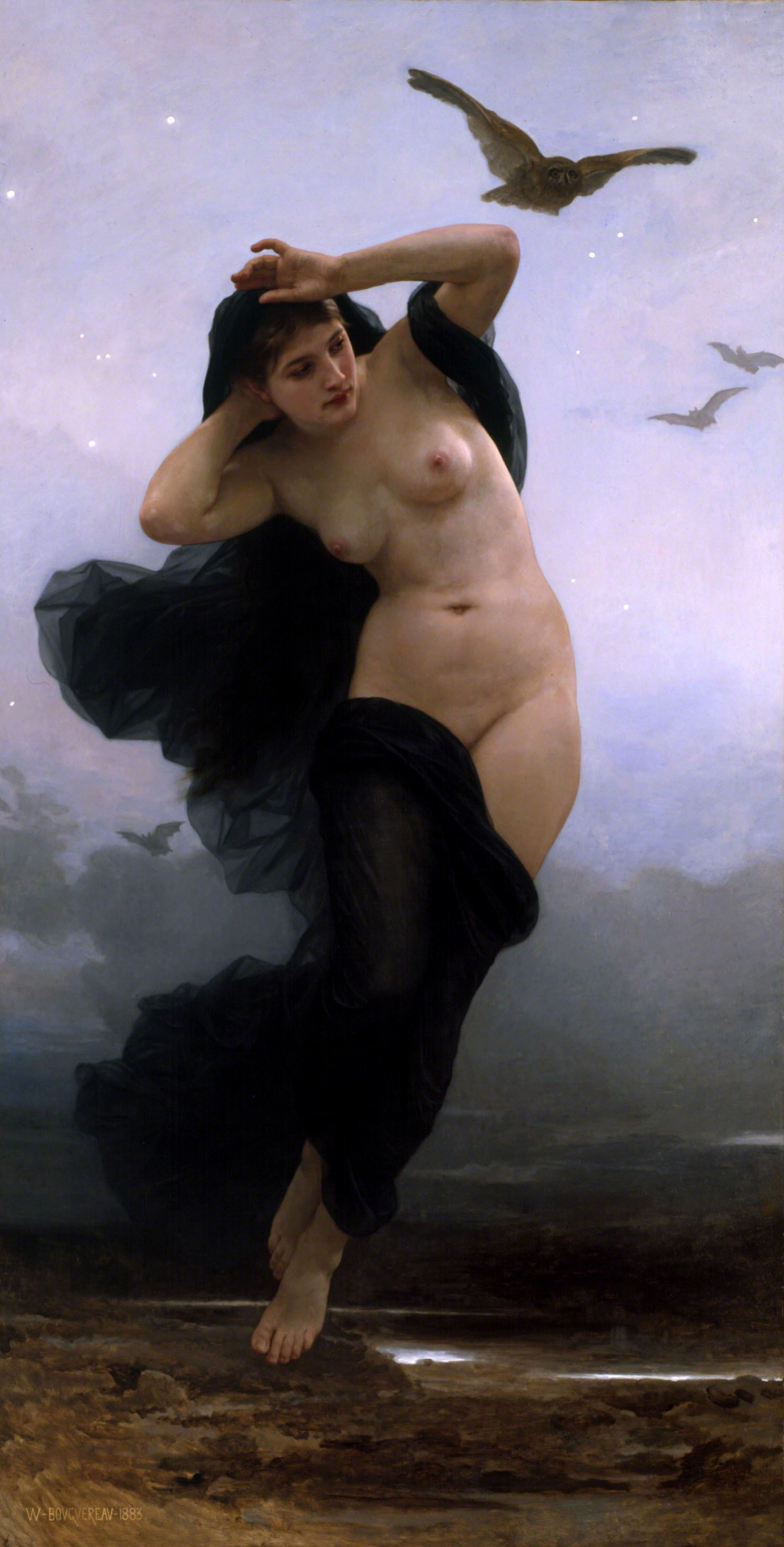
La Nuit de William-Adolphe Bouguereau (1883).

## En Cicerón e Higino
De entre los literatos romanos, Cicerón e Higino nos dan una nómina de abstracciones personificadas engendradas por la Noche y el Erebo:

Primero la nómina de Cicerón:
«Los geneálogos antiguos denominan así: Amor (Amor), Engaño (Dolus), Miedo (Metus), Fatiga (Labor), Envidia (Invidentia), Destino (Fatum), Vejez (Senectus), Muerte (Mors), Tinieblas (Tenebrae), Miseria (Miseria), Queja (Querella), Gracia (Gratia), Fraude (Fraus), Obstinación (Obstinacia), Parcas (Parcae), Hespérides y Sueños (Somnia). Cuentan que todos ellos nacieron de Érebo y Noche».
Y a continuación la de Higino:
«De Noche y de Érebo: Destino (Fatum), Vejez (Senectus), Muerte (Mors), Destrucción (Letum), Moderación (Continentia), Sueño (Somnus), Sueños (Somnia); [Amor (Amor)], esto es, el que afloja los miembros (lysimeles), el sensato (epiphron), el de dulces miembros (hedymeles); Porfirión (Porphyrion), Épafo (Epaphus), Discordia (Discordia), Desgracia (Miseria), Insolencia (Petulantia), Némesis («venganza divina»), Eufrósine (Εuphrοsyne, «alegría»), Amistad (Amicitia), Misericordia (Misericordia), Estigia (Styx, «odio»); las tres Parcas (Parcae), esto es, Cloto, Láquesis y Átropo; las Hespérides: Egle, Hesperie, Érica».

## En otros textos griegos
La Noche también es el principio en el coro de apertura de Las aves de Aristófanes, que puede ser de inspiración órfica. En dicha obra, la Noche es descrita como hermana de Caos, Erebo y Tártaro.
El tema de la cueva u hogar de la Noche, allende el tártaro (como en Hesíodo) o en algún lugar al borde del cosmos (como en el orfismo) puede haber tenido su eco en el poema filosófico de Parménides. El investigador clásico Walter Burkert ha especulado que la casa de la diosa a la que el filósofo fue transportado es el palacio de la Noche. Esta hipótesis, sin embargo, debe tomarse con cautela.

## Cultos de la Noche
En Grecia, la Noche rara vez es destinataria de cultos. De acuerdo con Pausanias, tenía un oráculo en la acrópolis de Megara. Más frecuentemente, Nix merodea en el fondo de otros cultos. Por eso había una estatua llamada Noche en el templo de Artemisa en Éfeso. Los espartanos rendían culto al Sueño y a la Muerte, concebidos como gemelos: sin duda la Noche era su madre. Títulos de culto compuestos por la partícula nix- eran otorgados a varios dioses, notablemente a Dioniso Nyktelios (‘nocturno’) y Afrodita Philopannyx (‘la que ama la noche entera’). Virgilio describe como Eneas le ofrece a la Noche unas ovejas negras en su honor, como madre de las Furias. De la misma manera nos han sobrevivido dos cultos en la antigua Roma. Ovidio dice que durante las Lemurias se le hacían ofrendas y Estacio que se le ofrendaban bellos toros negros especialmente escogidos para la ocasión.